# Kelvenne
Kelvenne är en ö i Finland. Den ligger i sjön Päijänne och i kommunen Padasjoki i den ekonomiska regionen  Lahtis ekonomiska region  och landskapet Päijänne-Tavastland, i den södra delen av landet, 140 km norr om huvudstaden Helsingfors. Den långsmala öns area är 3,49 kvadratkilometer och dess största längd är 7,6 kilometer i nord-sydlig riktning.